# Дуброва, Юрий Евгеньевич
Юрий Евгеньевич Дуброва́ (13 апреля 1955, Киев — 26 января 2023, Лестер) — советский и британский учёный-генетик, изучавший генетический полиморфизм и радиационный мутагенез у человека. Доктор биологических наук (1992), профессор (2004). Автор более 150 научных работ.

## Биография
Ю. Е. Дуброва родился 13 апреля 1955 года в Киеве. В 1972 году с золотой медалью окончил киевскую среднюю школу № 58, которая находится в переулке Аллы Горской. Далее он поступил в Киевский государственный университет, где учился на кафедре зоологии позвоночных биологического факультета. 
После окончания университета, в 1978 году, поступил в аспирантуру Института общей генетики имени Н. И. Вавилова (ИОГен) в Москве. Во время учёбы в аспирантуре он учился у Юрия Петровича Алтухова, заведующего лабораторией популяционной генетики ИОГена. Ю. П. Алтухов руководил исследованиями, которые свидетельствовали, что воздействие окружающей среды, не исключая ионизирующее излучение, может вызывать наследственные генетические эффекты, в том числе и у человека. Подобная точка зрения противоречила господствующей тогда концепции, сформированной Комиссией по изучению жертв атомных бомбардировок, об отсутствии наследственных радиационных эффектов у облученных людей. В 1981 году Ю. Е. Дуброва защитил кандидатскую диссертацию по теме «Роль стабилизирующего отбора в поддержании биохимического полиморфизма популяций», после чего продолжил работу под руководством Ю. П. Алтухова в лаборатории популяционной генетики ИОГена. 
Изучая генетический полиморфизм у человека, Ю. Е. Дуброва предположил, что гипервариабельные минисателлитные локусы, лежащие в основе метода ДНК-дактилоскопии, разработанного в 1984 г. Алеком Джеффрисом, будут очень чувствительны к индуцированному мутагенезу из-за высокой спонтанной скорости мутаций. Он наладил сотрудничество с Алеком Джеффрисом, которое в конечном итоге привело к тому, что он получил стипендию Королевского общества для приглашенных исследователей, и в 1991 году шесть месяцев работал в лаборатории Алека Джеффриса на факультете генетики Лестерского университета в Великобритании.
Докторскую диссертацию по теме «Адаптивное значение полиморфизма белков в популяциях человека» Ю. Е. Дуброва защитил в 1992 году в форме научного доклада.
Начиная с 1994 года, Ю. Е. Дуброва работал в Лестерском университете, став вначале стипендиатом фонда Wellcome Trust, потом преподавателем, а затем и профессором генетики. Работая в лаборатории Алека Джеффриса и изучая последствия аварии на Чернобыльской АЭС, Ю. Е. Дуброва впервые продемонстрировал, что ионизирующее излучение может вызывать мутационные изменения в зародышевой линии у человека. Данные этих исследований были опубликованы в 1996 году в журнале «Nature», после чего развернулась многолетняя дискуссия, сделавшая имя Ю. Е. Дубровы широко известным в мировом научном сообществе.
Скончался 26 января 2023 года в лестерском хосписе «Loros» после продолжительной болезни, оставив свою мать Людмилу, до сих пор проживающую в Киеве, жену Галину, дочерей Ольгу и Марию.

## Научный вклад
Юрий Дуброва впервые для изучения радиационно-индуцированного мутагенеза использовал инструментарий и генетические локусы, используемые в ДНК-дактилоскопии. В 1996 году в ключевой статье, опубликованной в журнале «Nature», Юрий Дуброва со своими коллегами показали, что у детей, родившихся у родителей, облученных вследствие Чернобыльской аварии, в два раза повышается уровень мутаций в минисателлитных локусах по сравнению с детьми, чьи родители не были облучены. Впоследствии Юрий Дуброва применил аналогичные методы к мышам как экспериментальной модели генетики млекопитающих, продемонстрировав трансгенерационный эффект мутагенов, когда повышенный уровень мутаций может наблюдаться и в первом, и во втором поколении после облучения.